# 真実究明と和解のための基本法
真実究明と和解のための基本法（しんじつきゅうめいとわかいのためのきほんほう、朝鮮語: 진실·화해를 위한 과거사정리 기본법）とは、大韓民国の法律。通称過去史法と呼ばれている。

## 概要
乙巳条約が締結された1905年から最近まで100年間の主な事件を包括的に取り扱う。国家情報院などの独自の調査対象はすべて含まれる。法律の施行に先立って盧武鉉大統領は「国家権力を乱用し、国民の人権と民主的基本秩序を侵害した犯罪、そしてこれによって人権を侵害された人たちに対する賠償と補償については、民事・刑事上の時効の適用を排除したり、調整する法律を作らなければならない」と述べた。